# Festspielhaus (Bayreuth)
A Bayreuthi Festspielhaus a németországi Bayreuthtól északra fekvő operaház, amelyet a 19. századi német zeneszerző, Richard Wagner építtetett, és kizárólag saját színpadi műveinek előadására szánta. Ez az évenkénti Bayreuthi Ünnepi Játékok helyszíne. Hivatalos neve Richard-Wagner-Festspielhaus, a Bayreuthi Fesztiválzenekar otthona.

## Tervezése

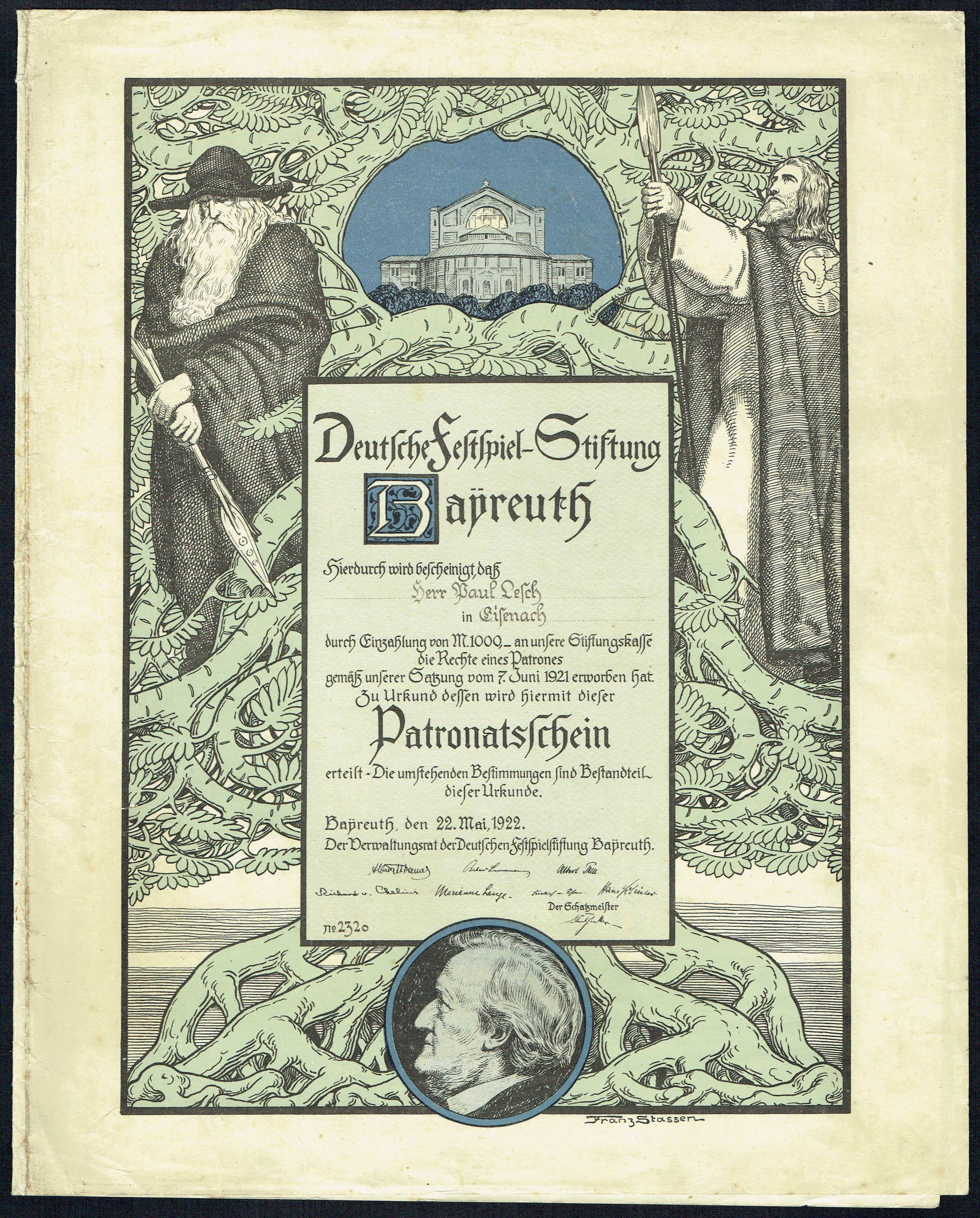
Védnöki oklevél a Bayreuthi Fesztivál finanszírozására, kelt Wagner 59. születésnapján, 1922. május 22-én

Wagner Gottfried Semper építész engedélye nélkül adaptálta a Festspielhaus annak meg nem valósult terve alapján egy müncheni operaházra, és ő felügyelte az építkezést is. Az operaház elsődleges finanszírozását II. Bajor Lajos biztosította. Az alapkövet 1872. május 22-én, Wagner 59. születésnapján tették le. Az épületet először A Nibelung gyűrűje (Der Ring des Nibelungen) négy operából álló (tetralógia) ciklusának bemutatójára nyitották meg 1876. augusztus 13–17-én.
Csak a bejárati homlokzat mutatja a tipikus 19. század végi ornamentikát, míg a külső része szerény, és többnyire díszítetlen téglákból áll. A belső tér főként fából készült, és 1,55 másodperces zengési idővel rendelkezik. A Festspielhaus az egyik legnagyobb szabadon álló faépítmény, amit valaha emeltek. A hagyományos operaházi dizájntól eltérően, ahol a patkó alakú nézőtéren több ülőhely található, a Festspielhaus ülései egyetlen meredek alakú ékben vannak elrendezve, csak a hátsó fal mentén galériákkal vagy boxokkal. Ezt kontinentális ülésnek is nevezik. Sok kortárs filmszínház alkalmazta ezt az ülésstílust, amely minden ülőhelynek egyenlő és zavartalan kilátást biztosít a színpadra. A Festspielhaus befogadóképessége 1925 fő, térfogata 10 000 köbméter.
A Festspielhausban kettős proszcénium található, ami azt az illúziót kelti a közönségben, hogy a színpad távolabb van, mint valójában. A kettős proszcénium és a süllyesztett zenekari árok - Wagner kifejezésével - "misztikus szakadékot" teremt a közönség és a színpad között. Ez álomszerű karaktert ad az előadásoknak, és fizikailag is megerősíti Wagner operái legtöbbjének mitikus tartalmát. A Festpielhaus építészete megvalósította Wagner számos célját és ideálját operái előadásában, beleértve a produkció hangzásának, érzésének és általános megjelenésének javítását.
A Festpielhaust eredetileg 1873-ban tervezték megnyitni, de Wagner addigra még alig gyűjtött össze annyi pénzt, hogy felhúzassa színháza falait. Utazásokkal és koncertekkel kezdett pénzt gyűjteni Európa különböző országaiban. Vannak azonban dokumentumok, amelyek az Oszmán Birodalom Abdülaziz szultánja Wagnernek adományozott (900 talléros) adományáról és segélyéről szólnak. Még azután is, hogy Lajos király elkezdte finanszírozni a projektet, Wagnernek folytatnia kellett a koncertezést, hogy az építési projektet pénzügyileg fenn tudja tartani. A turnék nagyon megterhelték Wagner egészségét, és végül kulcsfontosságú szerepet játszottak későbbi, 1883-ban bekövetkezett halálában.

## Zenekari árok
A Festspielhaus jelentős jellemzője a szokatlan zenekari árok. A színpad alá süllyesztve, burkolattal van ellátva, így a zenekar teljesen láthatatlan a közönség számára. Ez a funkció Wagner központi szándéka volt, mivel a közönséget a karmester és a zenészek zavaró mozdulatai helyett a színpadi drámára összpontosította. A tervezés korrigálta az énekesek és a zenekar hangerejének egyensúlyát is, ideális akusztikát teremtve Wagner operáihoz, amelyek a Festspielhaus kizárólagos repertoárját képezik. Ez az elrendezés azonban a legnehezebbé tette a dirigálást még a világ legjobb karmesterei számára is. Nemcsak a zsúfolt árkit borítja be a sötétség, de az akusztikus visszhang is megnehezíti a zenekar és az énekesek szinkronizálását. A karmestereknek ezért át kell képezniük magukat, hogy figyelmen kívül hagyják az énekesek jelzéseit.
A Bayreuthban alkalmazott zenekari elrendezés három szempontból szokatlan:
1. Az első hegedűk a karmester jobb oldalán helyezkednek el, nem a szokásos helyükön a bal oldalon. Ennek minden valószínűség szerint az az oka, hogy a hangot a színpad felé kívánta irányítani, nem pedig közvetlenül a közönségre. Így a hangnak közvetlenebb vonala van az első hegedűktől a színpad hátsó részéig, ahol aztán visszaverődik a közönség felé.
2. A nagybőgőket, csellókat és hárfákat (ha egynél többet használnak, pl. a Ringben) csoportokra osztják, és az árok mindkét oldalára helyezik.
3. A zenekar többi tagja közvetlenül a színpad alatt található. Ez teszi létfontosságúvá a karmesterrel való kommunikációt, mivel a legtöbb zenész nem látja vagy hallja az énekeseket, de létrehozza azokat a hatalmas, gazdag hangokat, amelyeket Wagner meg akart alkotni.

## A Bayreuthi Fesztivál
A Festspielhaus továbbra is az évenként megrendezett Bayreuthi Ünnepi Játékok helyszíne, amelyen Wagner későbbi operáit, például a Ring-ciklust és a Parsifalt adják.

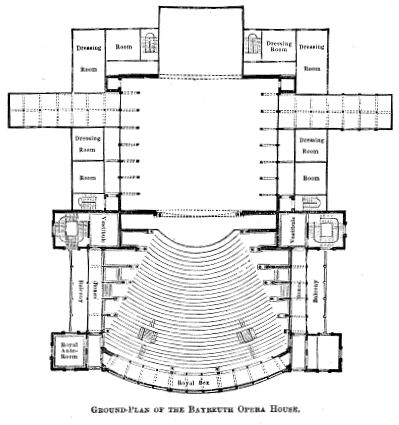
Alaprajza
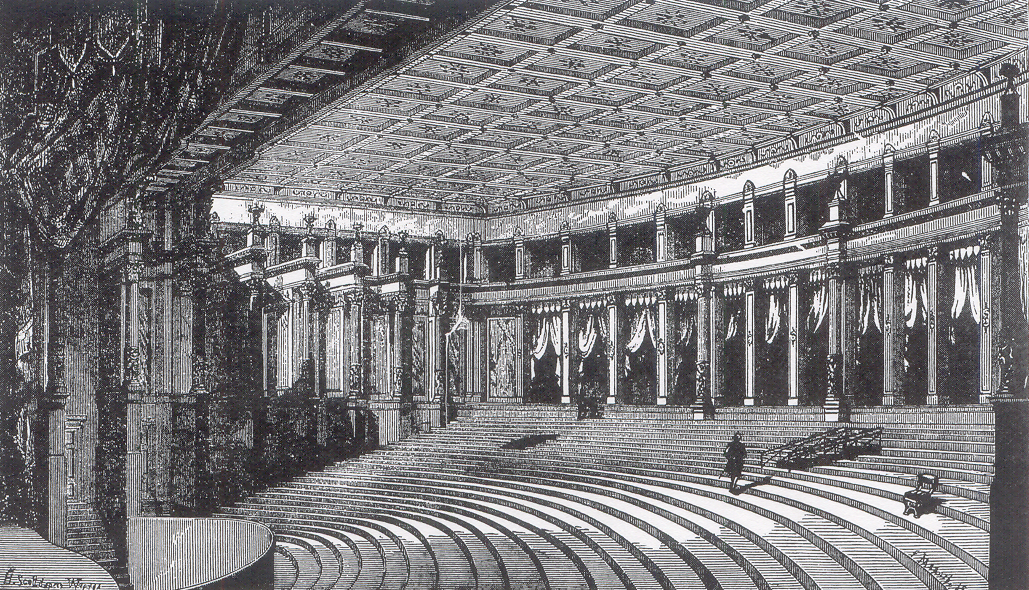
Auditórium (1876)
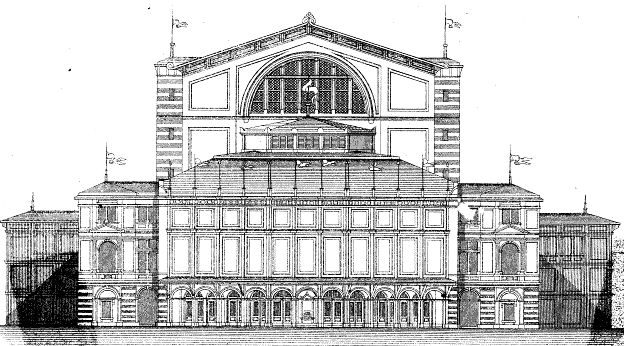
A Festspielhaus korábbi terve
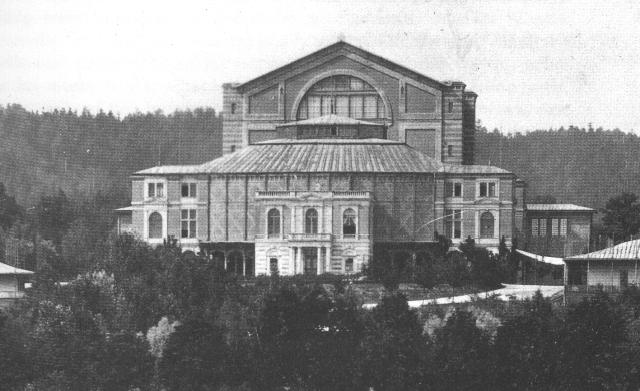
Az épület (1882)
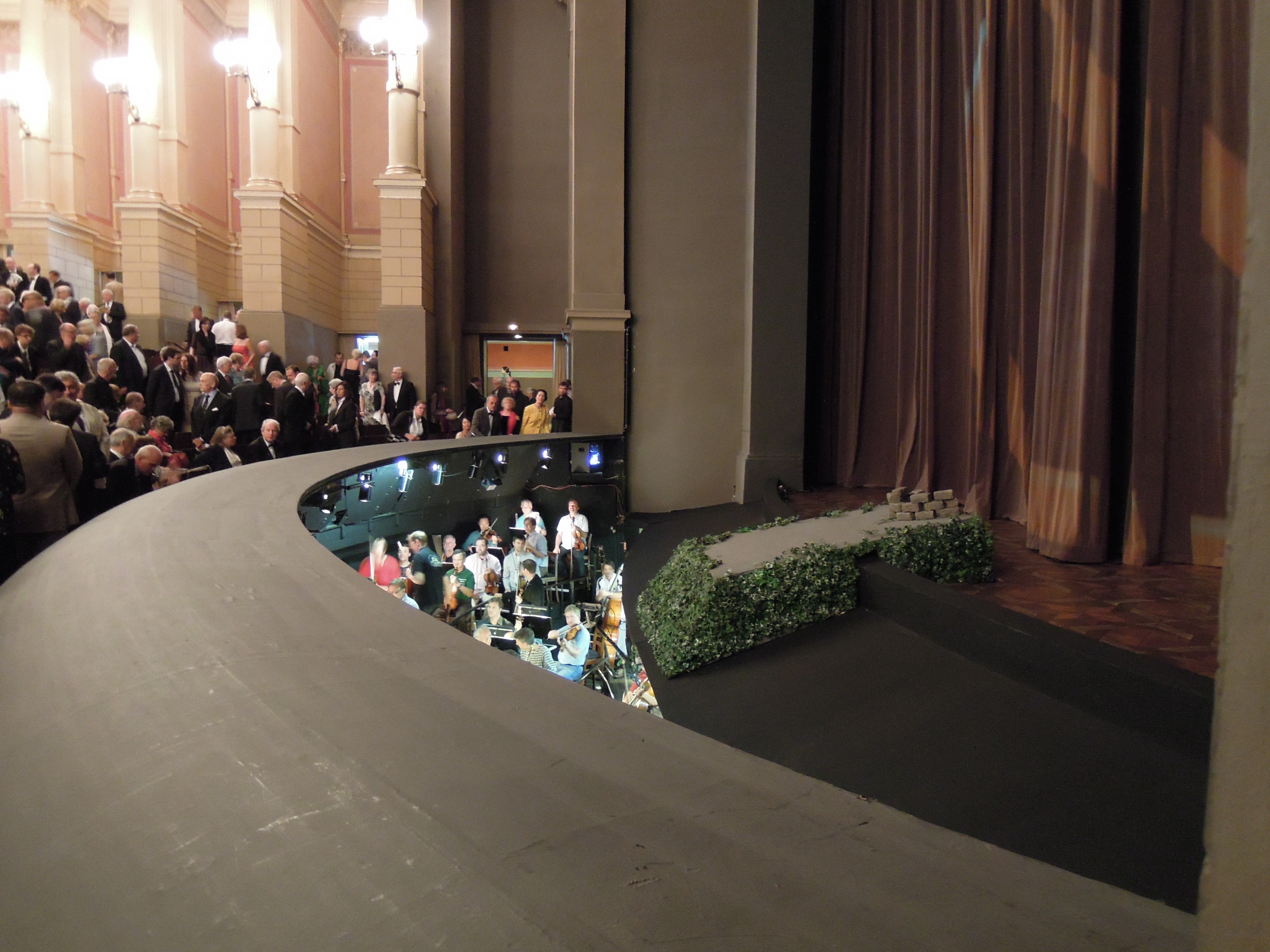
A zenekari árok egy része
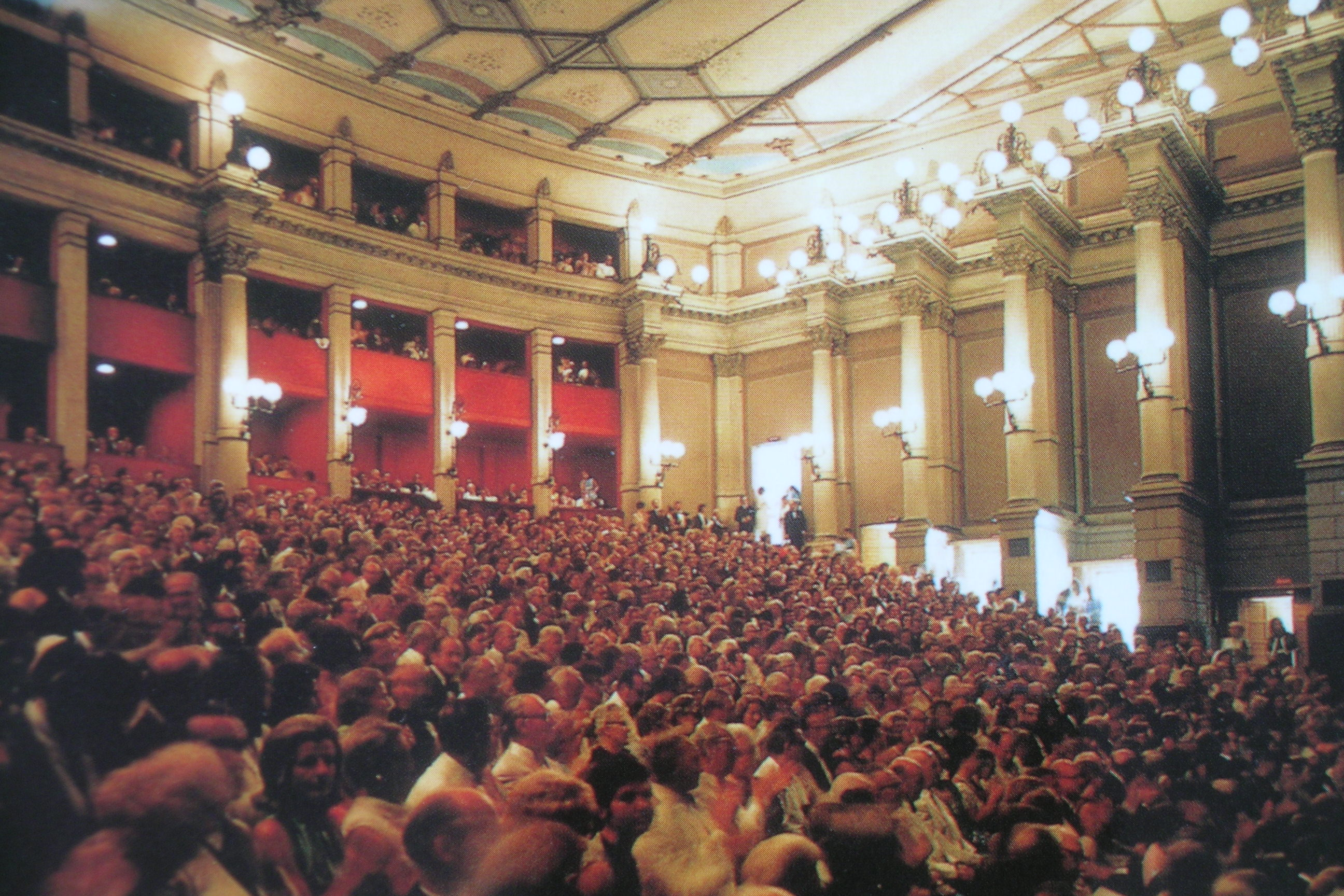
Auditórium (1970 k.)
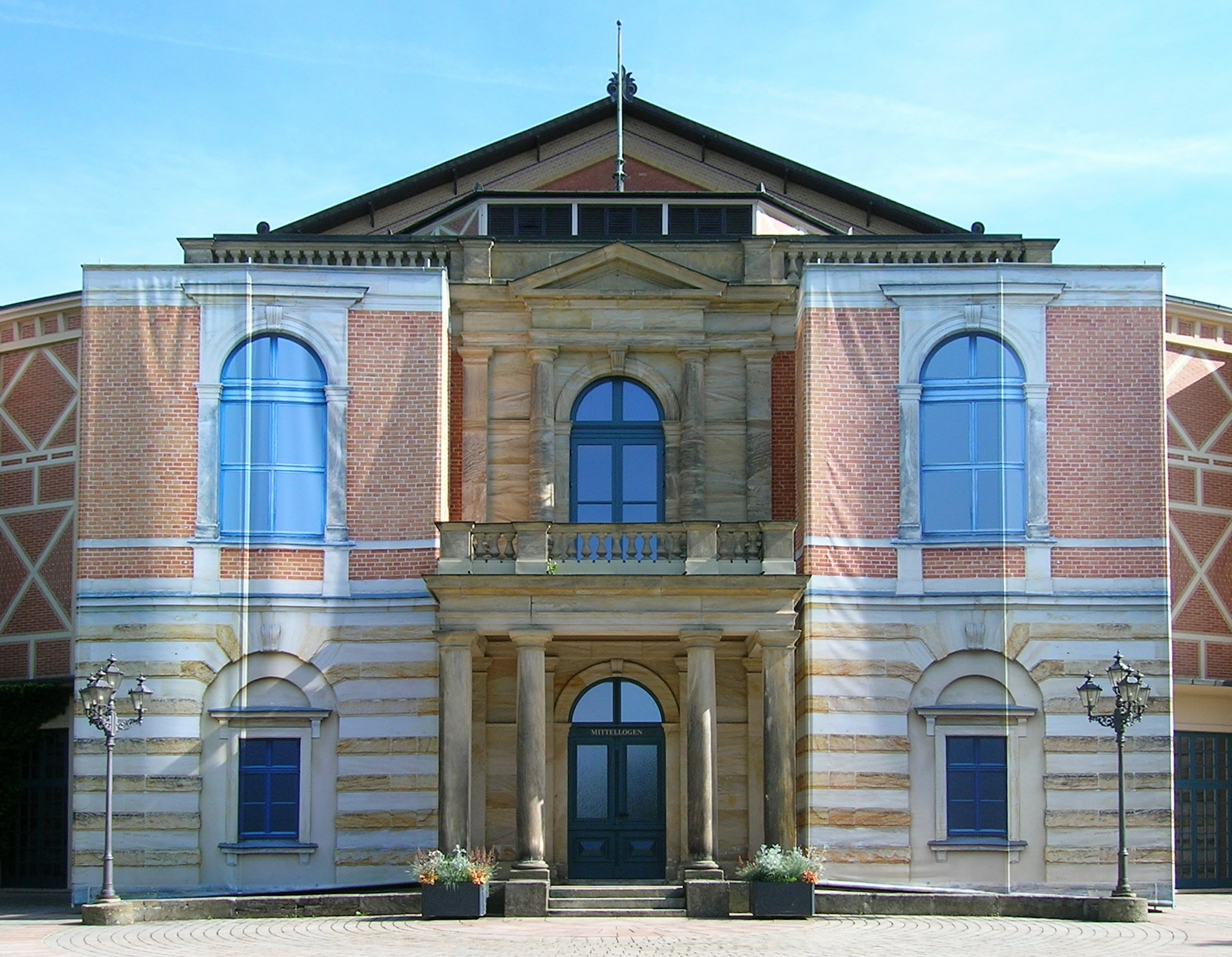
2014-ben vászonra nyomtatott fotók rejtik a Festspielhaus körüli állványzatot

## Aktuális története
2012 elején Katharina Wagner említette az épület javításának szükségességét, különös tekintettel a tető szivárgására és a vörös téglából készült homlokzat omladozására. 2014-ben körülbelül 30 millió eurós támogatást jelentettek be a helyreállításhoz, elsősorban Németország és Bajorország között megosztott állami finanszírozásból, a német tartományi kormány és a bajor tartományi kormány többségi részesedéssel.
A javítások 2015. július 26-án fejeződtek be, miután az épületet teljesen felújították.

## Fordítás
- Ez a szócikk részben vagy egészben  a   Bayreuth Festspielhaus című angol Wikipédia-szócikk fordításán alapul.  Az eredeti cikk szerkesztőit annak laptörténete sorolja fel. Ez a jelzés csupán a megfogalmazás eredetét és a szerzői jogokat jelzi, nem szolgál a cikkben szereplő információk forrásmegjelöléseként.